# Luchthaven Utarom
Utarom is een luchthaven, gelegen bij Kaimana in de Indonesische provincie West-Papoea. 
De Indonesische maatschappijen Lion Air en Merpati Nusantara Airlines verzorgen er verbindingen vanuit Kaimana met Ambon, Fakfak, Manokwari en Sorong.   

## Historie

### Japans Bewind
Utarom is van origine een tijdens de Tweede Wereldoorlog door de Japanse bezetter aangelegde landingsstrip voor militaire doeleinden. Na afloop van de oorlog werd besloten de locatie te behouden als luchthaven. 

### Nederlands Bewind

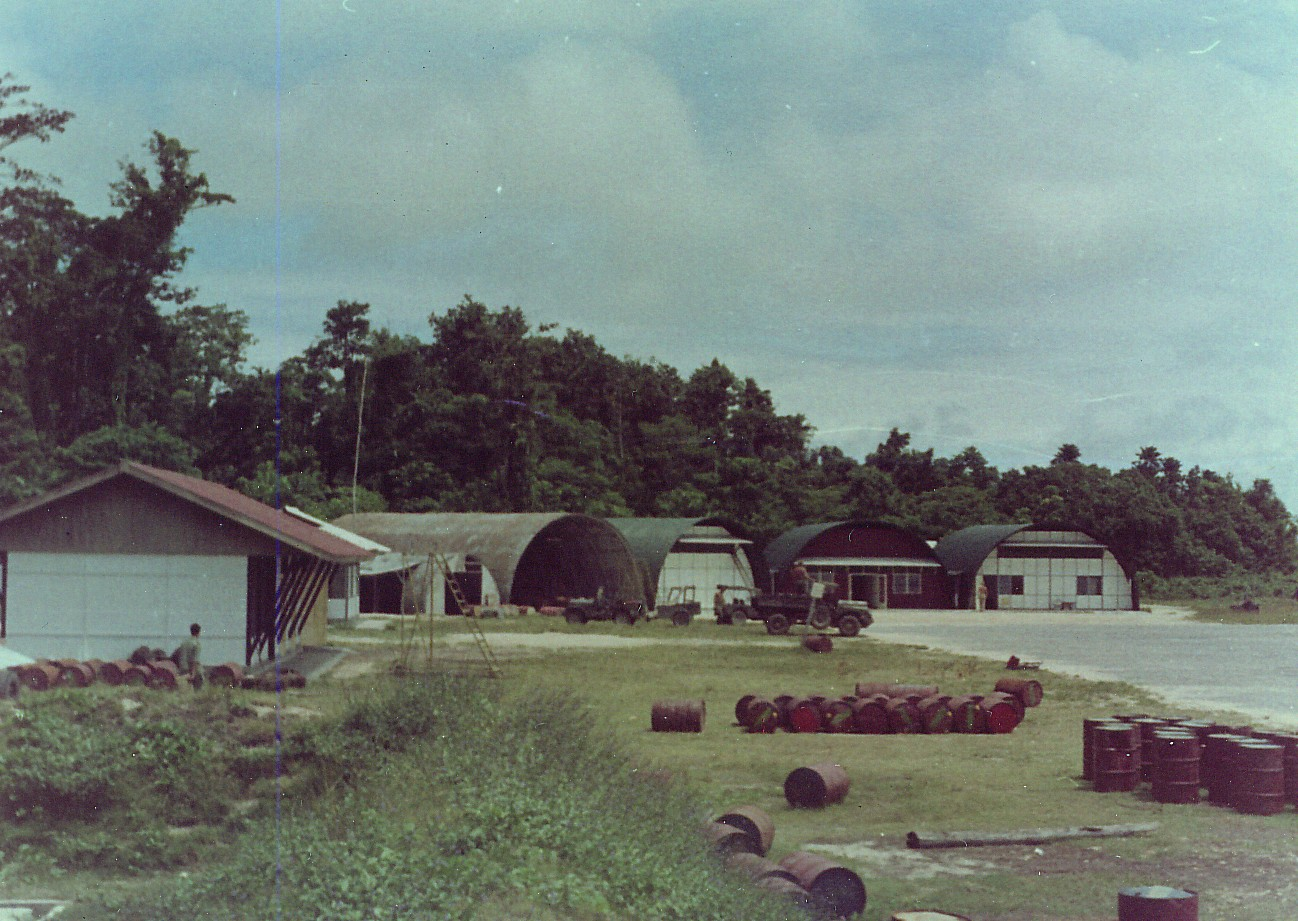
Kaimana Airstrip in 1962

In de jaren na de Tweede Wereldoorlog werd de baan geasfalteerd door het Nederlandse gouvernement. De luchthaven werd gebruikt voor binnenlandse vluchten van de luchtvaartmaatschappij Kroonduif en door lichte vliegtuigen van de missie. Ook Dakota's van de Koninklijke Marine en later van de Koninklijke Luchtmacht maakte regelmatig gebruik van deze landingsstrip. 
In 1962, gedurende de militaire confrontatie met Indonesië, speelde Utarom een belangrijke rol. Rond de luchthaven werden herhaaldelijk parachutisten afgeworpen door de AURI (Indonesische luchtmacht) om te trachten de luchthaven in handen te krijgen. Dit mislukte echter, omdat de Nederlandse mariniers en Koninklijke Landmacht deze aanvallen neutraliseerden.
In Juni 1962 werden er op Utarom 2 Hawker Hunter straaljagers van de Koninklijke Luchtmacht gestationeerd die vanaf Utarom patrouilles vlogen. De strip was net lang genoeg voor deze toestellen om te starten en te landen.
Na de overdracht van Nederlands Nieuw Guinea na de Indonesische onafhankelijkheid aan de Verenigde Naties landden er diverse malen Amerikaanse en Indonesische Hercules C-130 toestellen, hoewel dat voor die tijd onmogelijk werd geacht i.v.m. de ontoereikende draagkracht van de landingsbaan.

## Dodelijk ongeval
Op 7 mei 2011 belandde binnenlandse passagiersvlucht 8968 van Merpati Nusantara Airlines van Sorong naar Kaimana bij het naderen van de luchthaven in zware regen. Bij het landen stortte het Xian MA60-vliegtuig in zee. Alle 21 passagiers en 4 bemanningsleden aan boord van het vliegtuig vonden de dood.